# توماس آرنولد
توماس واکر آرنولد (انگلیسی: Thomas Walker Arnold؛ ۱۹ آوریل ۱۸۶۴ – ۹ ژوئن ۱۹۳۰) دانشمند و شرق‌شناس اهل بریتانیا بود. زندگی دانشگاهی‌اش را در دانشگاه کمبریج آغار کرد، وی به هند رفت تا در دانشگاه اسلامی علیگر به پژوهش و تدریس بپردازد. او مدتی را استاد دانشگاه پنجاب بود. در سال ۱۹۰۴ به لندن بازگشت و معاونت کتابخانه اداره هندوستان زیر نظر وزارت خارجهٔ بریتانیا را بر عهده گرفت، او استاد مطالعات عربی و اسلامی در مدرسه مطالعات مشرق‌زمین و آفریقای دانشگاه لندن بود وی از دوستان سید احمد خان هندی، شبلی نعمانی بود آرنولد اولین ویرایشگر زبان انگلیسی برای اولین نسخه از دانشنامه اسلام بود.

## آثار
- موعظه اسلام یا تاریخچه انتشار دین اسلام. ۱۸۹۶.
- گلهای کوچک سنت فرانسیس لندن: جی ام دنت، ۱۸۹۸.
- نقاشان دربار مغولان آکسفورد: انتشارات دانشگاه آکسفورد، ۱۹۲۱.
- خلافت ۱۹۲۴
- نقاشی در اسلام، بررسی جایگاه هنر تصویری در فرهنگ مسلمانان. ۱۹۲۸
- بهزاد و نقاشی‌هایش ۱۹۳۰.
- میراث اسلام (همراه با آلفرد گیوم). آکسفورد: انتشارات دانشگاه آکسفورد، ۱۹۳۱.
- عهد عتیق و جدید در هنر دینی مسلمانان. ۱۹۲۸.